# 新潟日産モーター
新潟日産モーター株式会社（にいがたにっさんモーター）は、新潟県新潟市中央区に本社を置く、日産自動車のブルーステージ店（旧モーター店）である。

## 店舗

### 新車
- は～とぴあ新潟 - 新潟市中央区弁天3-4-1
- は～とぴあ新潟西 - 新潟市西区山田155
- は～とぴあ長岡 - 長岡市平島町1-1
- は～とぴあ三条 - 三条市上須頃76
- は～とぴあ柏崎 - 柏崎市田中11-12
- は～とぴあ新発田 - 新発田市城北町2-9-19
- は～とぴあ見附 - 見附市上新田町365-4
- は～とぴあ五泉 - 五泉市船越140
- は～とぴあ上越 - 上越市土橋962
- 日産佐渡販売 - 佐渡市東大通861-1

### 中古車
- は～とぴあ新潟西センター - 新潟市西区山田155